# Uberlândia Rugby Clube
O Uberlândia Rugby Clube é um clube brasileiro de rugby fundado por Danilo Campos Oliveira em 28 de fevereiro de 2010. Fica localizado na cidade de Uberlândia, na região do Triângulo Mineiro, no estado de Minas Gerais, Brasil.

## História
O clube foi idealizado após a saída de um grupo de jogadores que treinavam e jogavam em outro clube da cidade (Uberlândia Rugby Leopardos). No ano de 2010  o clube participou da Copa Brasil Central de Rugby e do Campeonato Mineiro de Rugby, ambos na modalidade Rugby Union. No mesmo ano participou do Campeonato Mineiro de Rugby Sevens alcançando o vice-campeonato.
Em 2011, o clube classificou-se em quinto lugar no Campeonato Mineiro de Rugby Sevens.
Em 2012 ocorreu a fusão do time com o Uberlândia Rugby Leopardos surgindo assim o Uberlândia Rugby.

## Títulos
Categoria Adulto Masculino
- Campeonato Mineiro de Rugby 3º Lugar 1 vez (2010)
- Campeonato Mineiro de Rugby Sevens vice-campeão 1 vez (2010)